# Nicolas Lagneau
Pour les articles homonymes, voir Lagneau.
Nicolas Lagneau, né vers 1590 et mort vers 1666, est un portraitiste, caricaturiste, illustrateur et dessinateur français. 
Il composa la majeure partie de ses œuvres sous le règne de Louis XIII et la régence d’Anne d’Autriche, de 1620 à 1660 environ.

## Biographie
On sait peu de chose sur les origines de cet artiste. D'abord son nom de famille, le plus souvent désigné sous le patronyme de « Lagneau » et parfois sous celui de « Lanneau ». Ce nom apparaît dans les vers du livre des peintres de Michel de Marolles, écrit dans les années 1670 et associé au recueil de dessins entré à la Bibliothèque royale en 1667 après la mort de l'artiste. Ce recueil de dessins de Lagneau est conservé aujourd’hui au département des estampes et de la photographie de la Bibliothèque nationale de France.
Son prénom est incertain, car il fut annoté après sa mort sous le terme de « Nicolas » d'après les seules mentions d'un « N » majuscule indiqué juste avant le nom de Lagneau dans un tout premier catalogue, mais à cette époque, un « N » majuscule précédant un nom, signifiait également prénom inconnu ou que l'on ne voulait pas dévoiler.
Environ 350 dessins de Nicolas Lagneau sont inventoriés dans le monde. Ils sont tous dessinés dans la tradition du pastel en cours au XVIe et au XVIIe siècle. Ces nombreux portraits, tirant souvent vers la caricature, sont autant de figures qui sont le fruit de l’observation méticuleuse du quotidien, avec des aplats d’estompe pour certaines parties des vêtements et des visages. Il insiste notamment sur l’arête du nez, les rides du front et du contour des yeux, les cils, les verrues et la pilosité.
Les dessins de Lagneau se trouvent en revanche dans presque toutes les collections importantes du XVIIIe siècle : celles de Crozat, Tessin (Stockholm, Nationalmuseum), Catherine II de Russie (acquisition en 1768 du fonds Cobenzl, aujourd’hui au musée de l’Ermitage à Saint-Petersbourg), de Saxe-Teschen à l’Albertina de Vienne, du comte d’Orsay (Paris, musée du Louvre), de Vialart de Saint-Morys (Louvre), du comte de Robien à Rennes, ou du comte de Suchtelen (mort à Saint-Petersbourg en 1836). L’œuvre de Lagneau est représenté dans de nombreuses collections publiques : Amsterdam, musée des beaux-arts d'Angers, Brême, Dresde, Épinal, Florence, Lille, Londres, Lyon, New York, Orléans, Paris (musée Carnavalet, musée des Arts décoratifs, École nationale supérieure des beaux-arts, Société de l'histoire du protestantisme français), Reims, Rennes, Turin, Varsovie, Waddesdon Manor, Weimar.

## Dessins
- Tête d'homme barbu, vu de face, pierre noire, sanguine, estompe, craie "gris jaune" lavée, traits d'encadrement à la pierre noire, H. 0,180 ; L. 0,147 m[4]. Paris, Beaux-Arts de Paris[5]. Cadré sur le visage, l'homme aux cheveux clairsemés et à la barbe mi-longue, a les paupières baissées et les sourcils froncés. Il semble plongé dans un état de réflexion. Les joues creuses aux pommettes saillantes, le pli profond entre les sourcils et les rides en forme de pattes-d'oie autour des yeux, sont des éléments que l'on retrouve fréquemment dans l'oeuvre de Lagneau.
- Portrait de vieillard, pierre noire, sanguine, pastel ocre jaune et brun, H. 0,332 ; L. 0,217 m[6]. Paris, Beaux-Arts de Paris[7]. Proche du portrait Vieillard imberbe avec une fraise, vu de trois quarts à gauche conservé au musée du Louvre, le vieil homme au visage émacié et aux traits anguleux, fixe le spectateur de son regard sombre. Sa bouche très mince à la lèvre inférieure est délicatement rougie de sanguine. Ses yeux creux et sévères expriment l'amertume et l'autorité.
- Portrait d’homme âgé barbu de profil droit, pierre noire, sanguine sur papier vergé, 30 x 21 cm, musée des Beaux-Arts d’Orléans[8].

## Galerie

Œuvres de Nicolas Lagneau
Vieille femme assise devant une table, tenant une bourse dans sa main gauche et un binocle dans sa main droite, vue de trois quarts à droite, Paris, BnF.
Homme coiffé d'un feutre au bord roulé, presque de face, Paris, BnF.
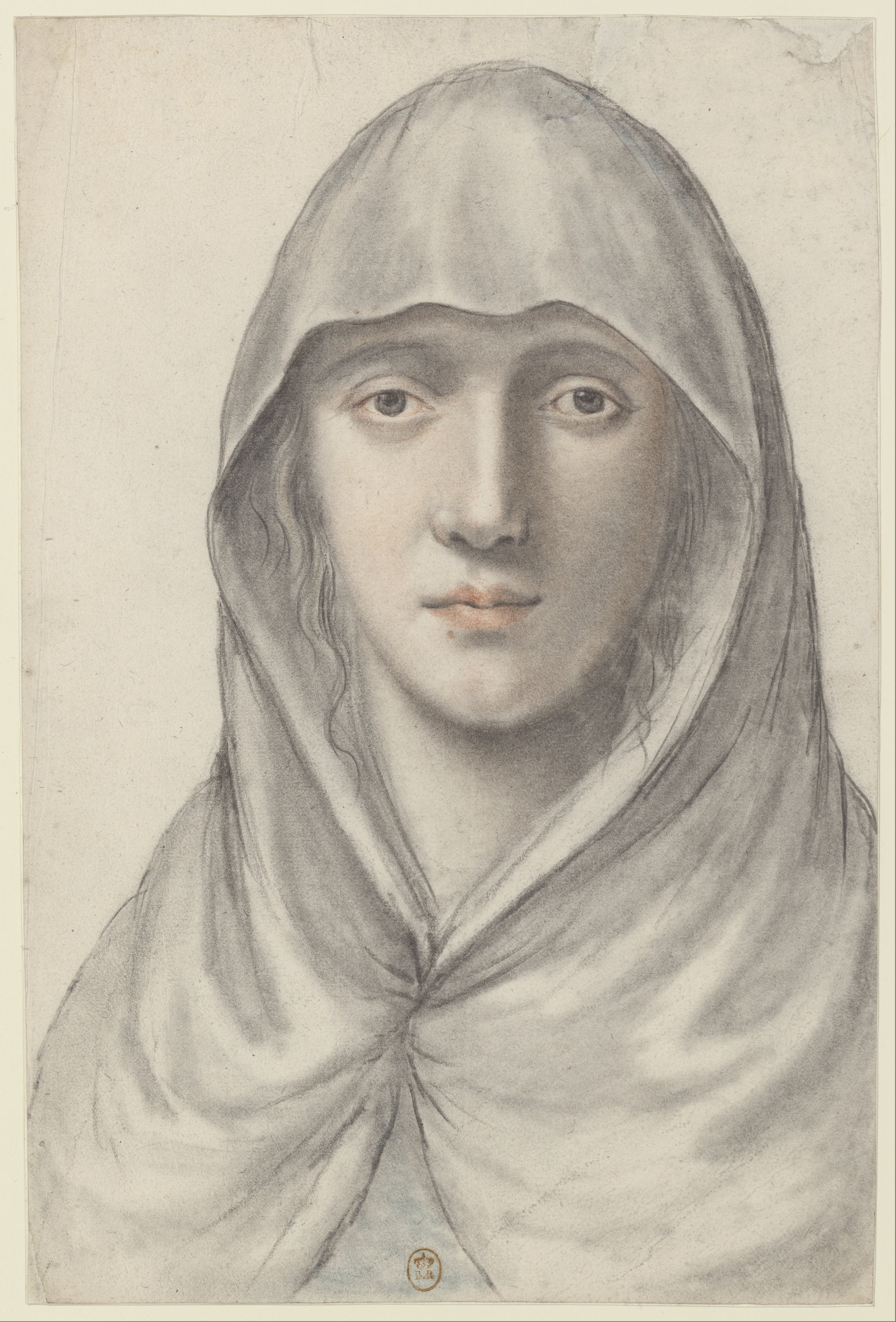
Jeune femme portant un voile, vue de face, Paris, BnF.
Homme coiffé d'un feutre empanaché, de trois quarts à gauche, Paris, BnF.
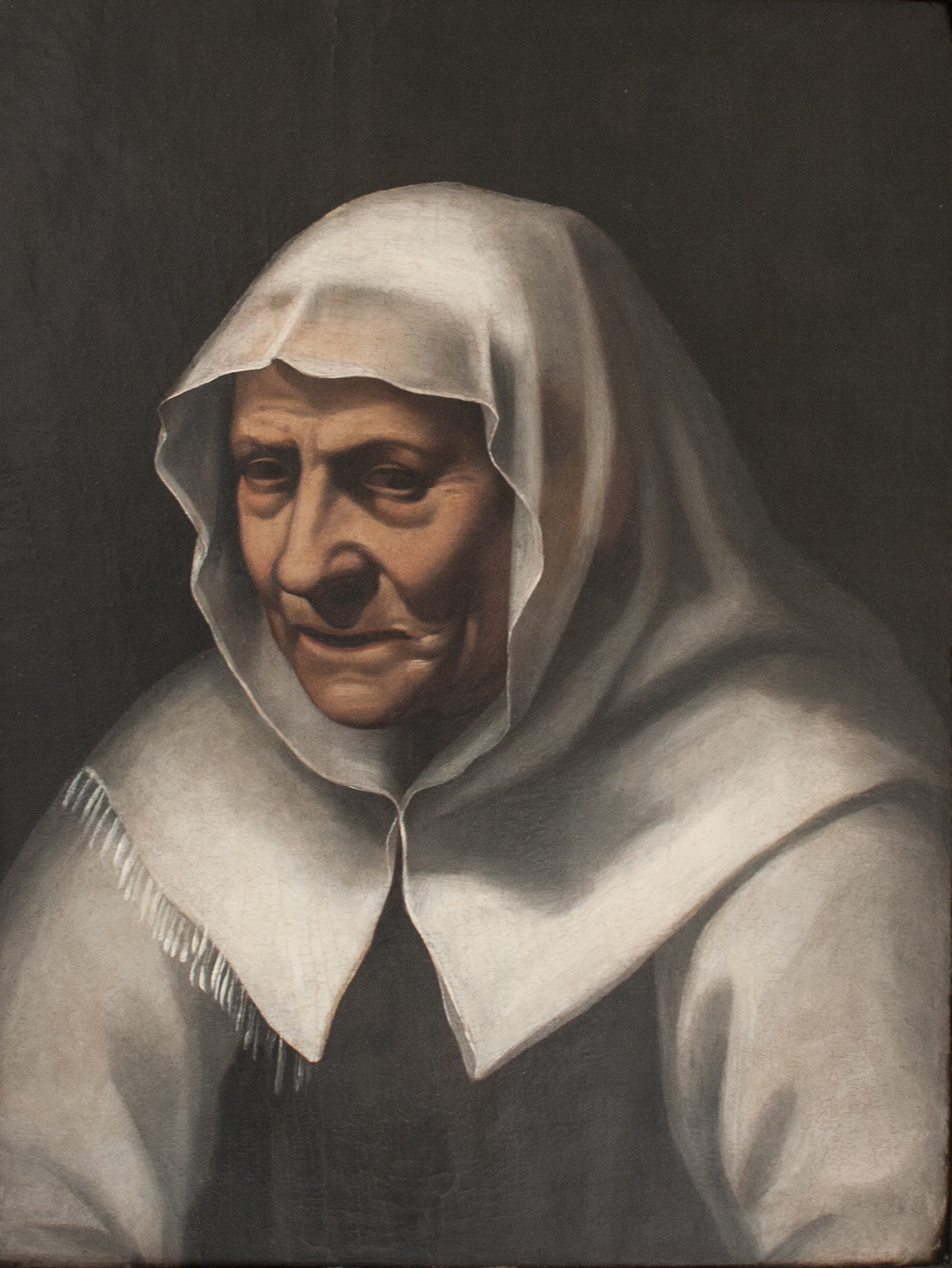
Portrait d'une vieille femme, musée des beaux-arts de Gand.